# Za (arménien)
Pour les articles homonymes, voir Za.
Cette page contient des caractères spéciaux ou non latins. S’ils s’affichent mal (▯, ?, etc.), consultez la page d’aide Unicode.
Za, զա en arménien ([zɑ]), est la 6e lettre de l'alphabet arménien.

## Linguistique
Za est utilisé pour représenter le son d'une consonne fricative alvéolaire voisée ([z]).

## Représentation informatique
- Unicode[1] :
  - Capitale Զ : U+0536
  - Minuscule զ : U+0566